# 西域鳞毛蕨
西域鳞毛蕨（学名：Dryopteris blanfordii）为鳞毛蕨科鳞毛蕨属下的一个种。